# Большая Глубокая
Больша́я Глубо́кая — посёлок в Шелеховском районе Иркутской области России. Входит в состав Подкаменского муниципального образования.

## География
Посёлок расположен на Култукском тракте (участок Иркутск — Култук автодороги федерального значения Р258 «Байкал»), в 53 км к юго-западу от районного центра, города Шелехов, в 24 км (по автодороге) к юго-западу от центра сельского поселения, посёлка Подкаменная, на высоте 904 метров над уровнем моря.
Юго-западнее посёлка Большая Глубокая, близ Хузино, находится исток речки Большая Глубокая, впадающей в Иркут по правому берегу в 13 км к северо-западу.

## Население
| 2002 | 2010 | 2011 | 2012 |
| ---- | ---- | ---- | ---- |
| 22   | ↗28  | →28  | ↗31  |